# 알루구

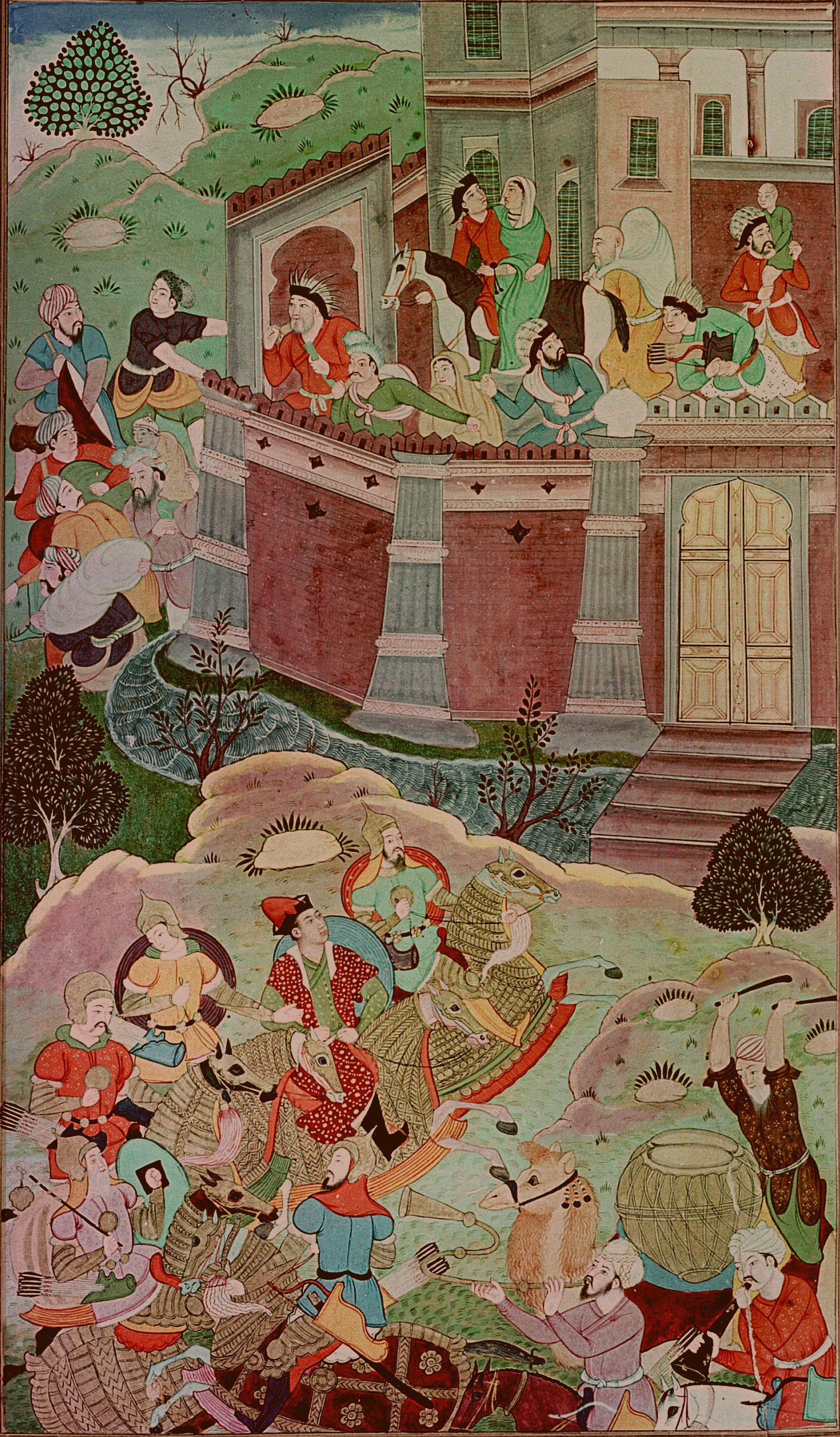

알루구 또는 알구(Alghu, ? ~ 1266년)는 차가타이 한국의 칸(재위:1260년 ~ 1266년)이다. 차가타이 칸의 아들 바이다루의 아들로, 칭기즈 칸의 증손자에 해당된다.
몽케 칸이 죽은 후인 1260년에 즉위한 알루구는 중앙의 아리크 부케에게 반기를 들며 독자적 행보를 걷기 시작했다.
아리크 부케는 자신이 임명한 차가타이 칸국의 알루구에게 도움을 요청했지만 알루구는 이 요청을 거절하고 오히려 1263년에 쿠빌라이와 동맹을 맺었다. 쿠빌라이와 동맹을 맺은 알루구는 카이두가 아리크 부케를 도왔다는 구실로 카이두를 공격했다. 알루구의 공격을 받은 카이두는 킵차크 칸국의 베르케의 지원을 받아 차가타이 칸국의 영토로 침입하여 알루구와의 전투에서 승리를 거두었으나 다음 번 전투에서 반격을 당해 본국으로 철수했다.
한편 몽골 초원에서는 1264년에 아리크 부케가 최종적으로 패하고 쿠빌라이가 유일한 대칸이 됐다. 최대의 경쟁자를 제거한 쿠빌라이는 이후 알루구와 협력하여 카이두 제거에 초점을 맞췄다.
그러던 1266년에 알루구가 죽고 알루구에 의해 쫓겨났던 무바라크 샤가 잠시 칸위를 차지했다가 곧 바락(Baraq)으로 교체됐다.